# Kominki
Kominki (deutsch Komienen) ist ein Dorf in der polnischen Woiwodschaft Ermland-Masuren. Er gehört zur Landgemeinde Kolno im Powiat Olsztyński.

## Geographische Lage
Kominki liegt in der nördlichen Mitte der Woiwodschaft, sieben Kilometer südwestlich der Stadt Reszel (Rößel) und 46 Kilometer nordöstlich der Kreisstadt Olsztyn (Allenstein).

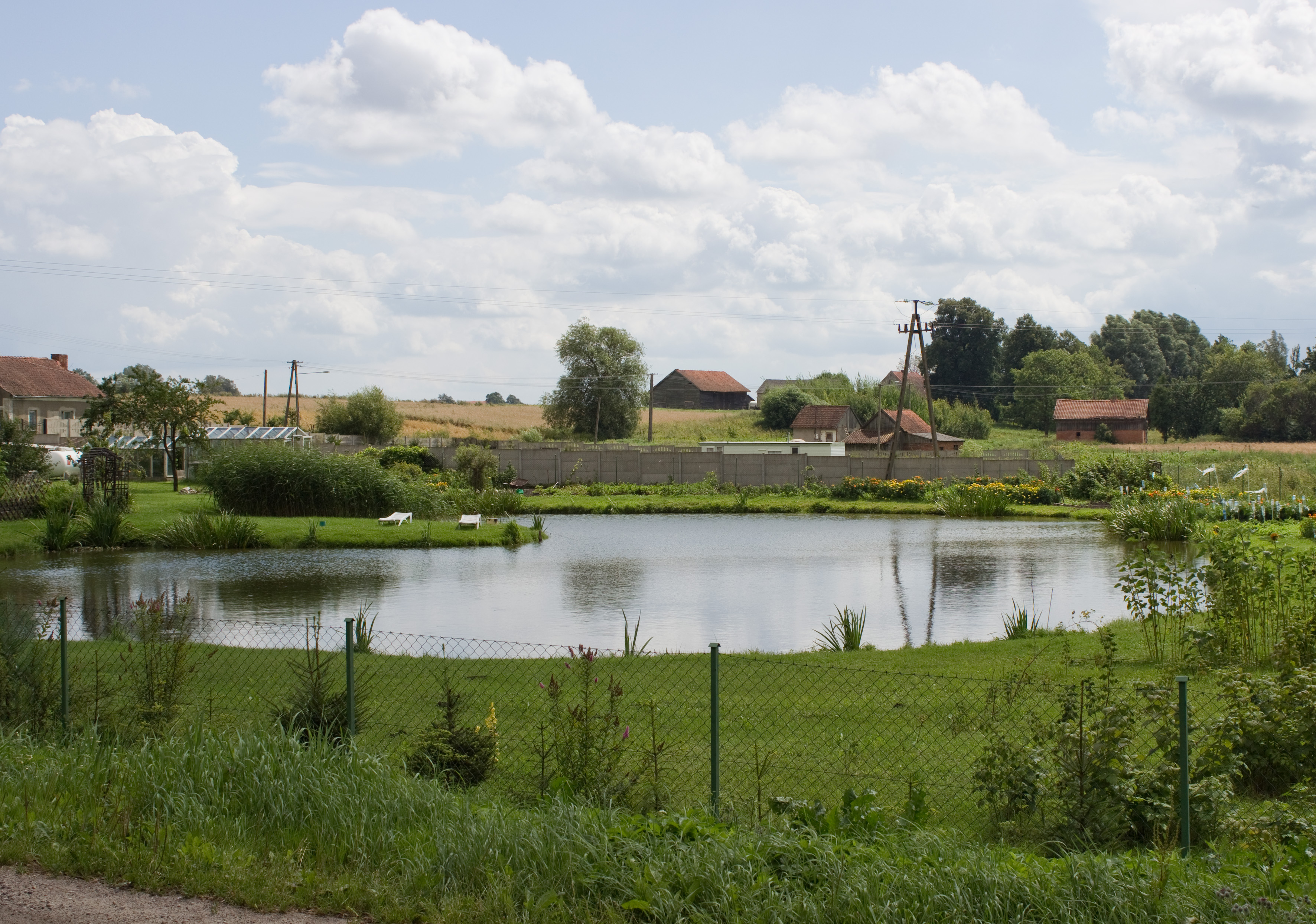
Dorfansicht Kominkis

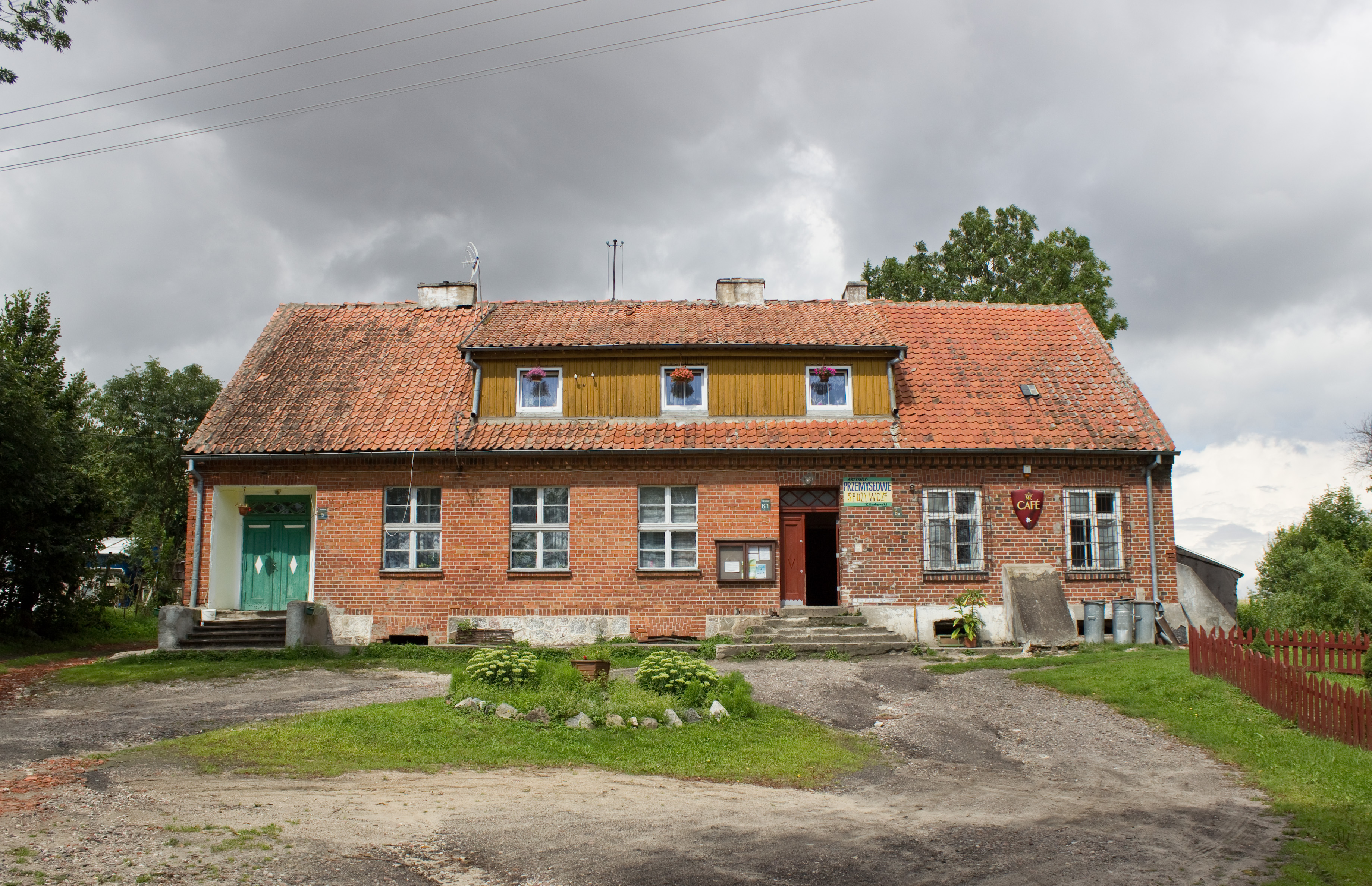
Kaufhaus und Cafe in Kominki

## Geschichte

### Ortsgeschichte
Der nach 1785 Comienen und nach 1820 Cominen genannte Ort wurde 1338 gegründet, als am 2. Februar jenes Jahres der Dompropst Johannes und der ermländische Vogt Heinrich von Luter an Camynis 50 Hufen mit zehn Freijahren zu Kulmer Recht verschrieben. Das weit gestreute Dorf kam 1874 zum neu errichteten Amtsbezirk Molditten (polnisch Mołdyty), der bis 1945 bestand und zum Kreis Rößel im Regierungsbezirk Königsberg (ab 1905: Regierungsbezirk Allenstein) in der preußischen Provinz Ostpreußen gehörte.
Aufgrund der Bestimmungen des Versailler Vertrags stimmte die Bevölkerung im Abstimmungsgebiet Allenstein, zu dem Komienen gehörte, am 11. Juli 1920 über die weitere staatliche Zugehörigkeit zu Ostpreußen (und damit zu Deutschland) oder den Anschluss an Polen ab. In Komienen stimmten 260 Einwohner für den Verbleib bei Ostpreußen, auf Polen entfielen keine Stimmen.
In Kriegsfolge kam 1945 das südliche Ostpreußen – und damit auch Komienen – zu Polen. Komienen erhielt die polnische Namensform Kominki und ist heute eine Ortschaft im Verbund der Landgemeinde Kolno, bis 1998 der Woiwodschaft Olsztyn, seither der Woiwodschaft Ermland-Masuren zugehörig.

### Einwohnerzahlen
| Jahr | Anzahl |
| ---- | ------ |
| 1820 | 255    |
| 1885 | 424    |
| 1905 | 355    |
| 1910 | 342    |
| 1933 | 393    |
| 1939 | 345    |
| 2011 | 108    |

## Kirche

### Evangelisch
Bis 1945 war Komienen in die evangelische Kirche Rößel in der Kirchenprovinz Ostpreußen der Kirche der Altpreußischen Union eingepfarrt. Heute gehört Kominki zur evangelischen Pfarrei Kętrzyn (Rastenburg) in der Diözese Masuren der Evangelisch-Augsburgischen Kirche in Polen.

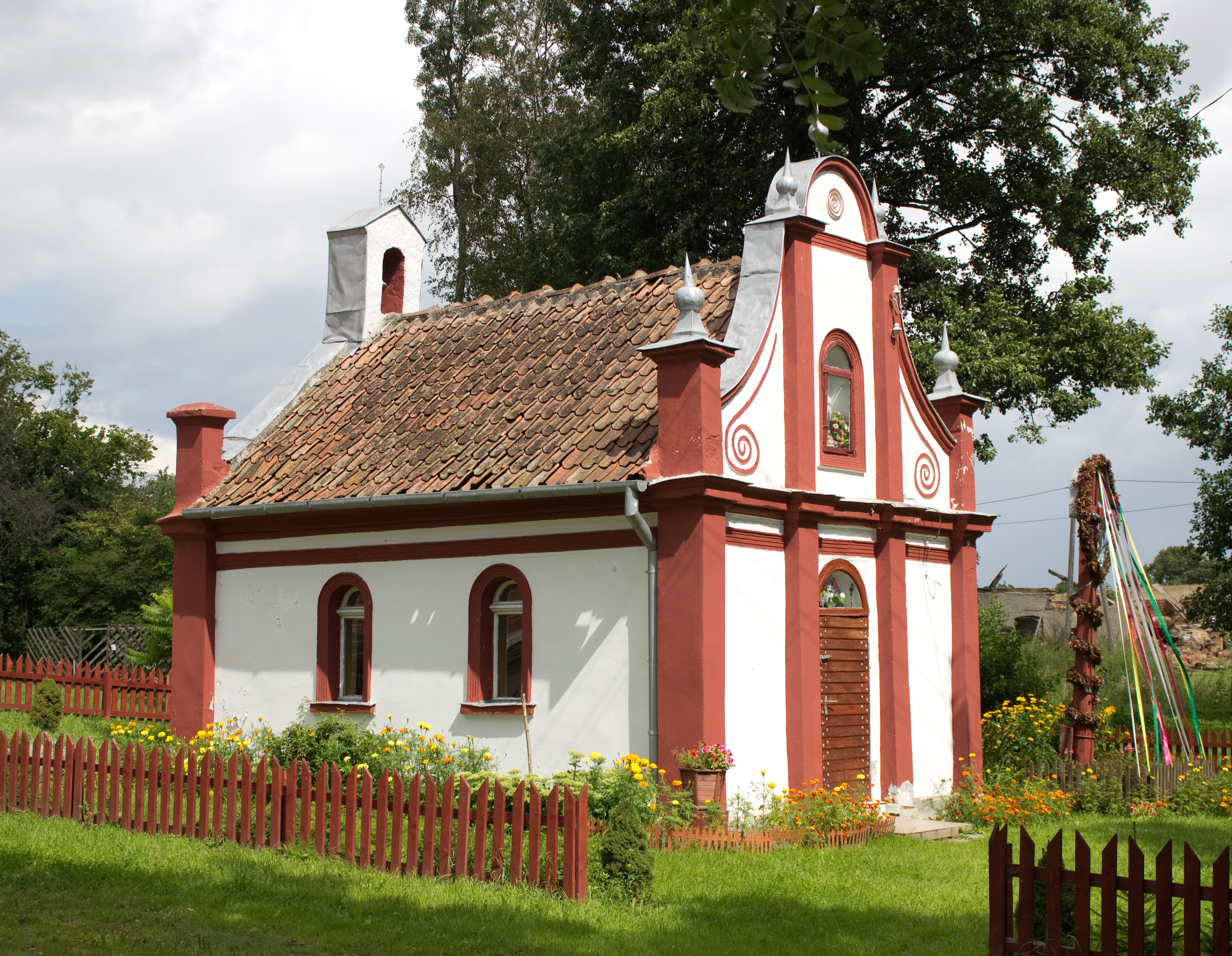
Die katholische Kapelle von 1843 in Kominki

### Katholisch
Katholischerseits verfügt Kominki über eine Kapelle, die 1843 in neobarockem Stil errichtet worden ist. Bis 1945 war das Dorf in die Pfarrgemeinde Rößel im damaligen Bistum Ermland eingegliedert. Heute gehört es zur Kirche in Samławki (Samlack), einer Filialkirche der Pfarrei Leginy (Legienen) im jetzigen Erzbistum Ermland innerhalb der polnischen katholischen Kirche.

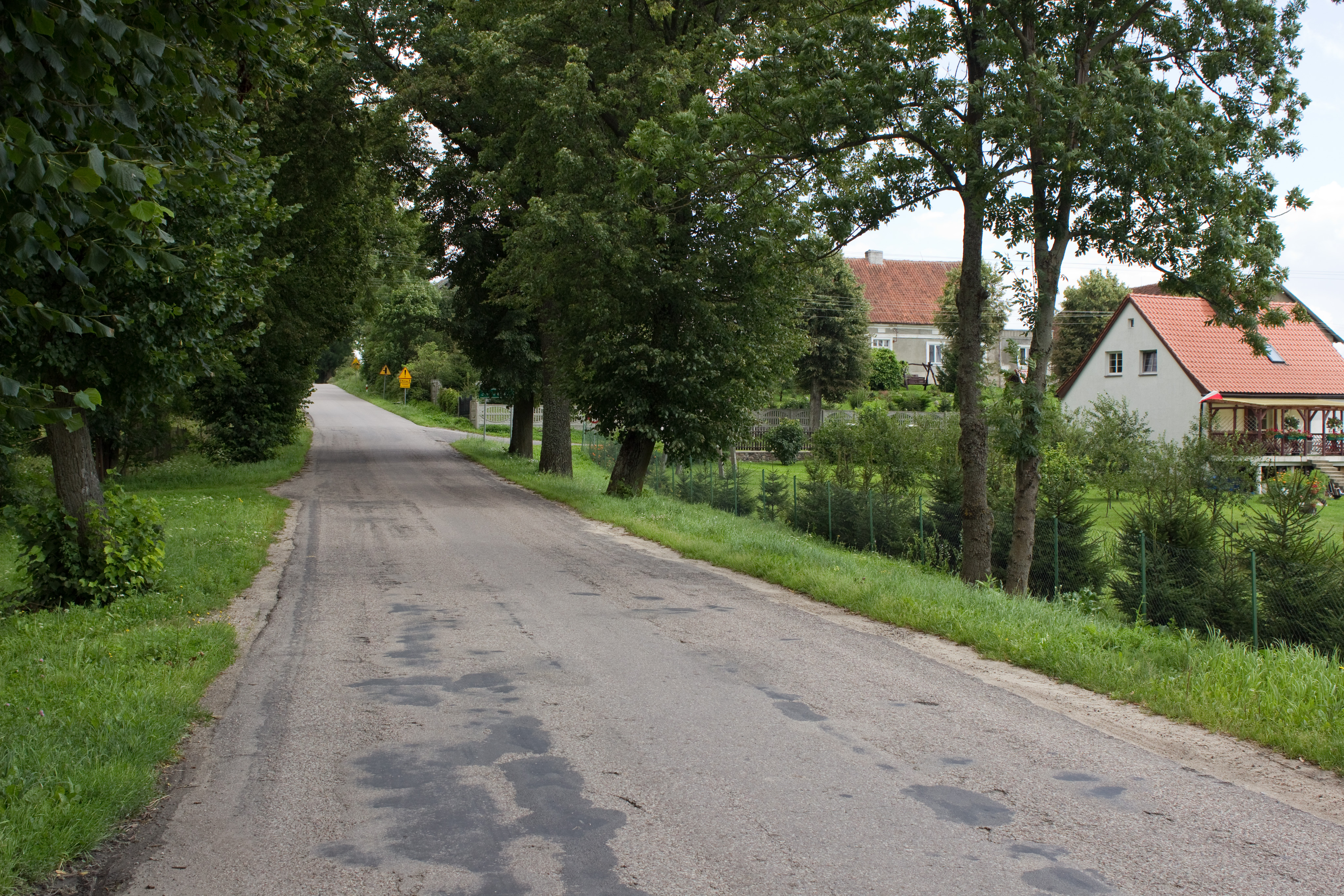
Dorfstraße in Kominki

## Verkehr
Kominki liegt an der verkehrstechnisch bedeutenden Woiwodschaftsstraße 593, die die drei Regionen Ostróda (Osterode in Ostpreußen), Olsztyn (Allenstein) und Kętrzyn (Rastenburg) miteinander verbindet. Außerdem führt eine regionale Nebenstraße durch den Ort. Eine Anbindung an den Schienenverkehr gibt es nicht.